# أ. جي. ميلس
أ. جي. ميلس هو سياسي أمريكي، ولد في 8 مايو 1841 في مقاطعة ليك في الولايات المتحدة، وتوفي في 25 ديسمبر 1925 في فانكوفر في الولايات المتحدة. نشط حزبياً في الحزب الجمهوري. وقد انتخب عضو مجلس نواب واشنطن ‏.